# Hattstedtermarsch
Hattstedtermarsch (frisó septentrional: Haatstinger Määrsch , danès: Hatsted Marsk) és un municipi del districte de Nordfriesland, dins l'Amt Nordsee-Treene, a l'estat alemany de Slesvig-Holstein, amb una població de 273 habitants (2021). Es troba enmig de la carretera entre Husum i Bredstedt.